# Bégatárnok
Bégatárnok (szerbül Торак / Torak, 1947-2002. között Бегејци / Begejci, románul Torac) település Szerbiában, a Vajdaságban, a Közép-bánsági körzetben, Bégaszentgyörgy községben.

## Fekvése
Nagybecskerektől északkeletre, a Béga-csatorna partján, Bégaszentgyörgy, Katalinfalva és Magyarittabé közt fekvő település.

## Története
A középkorban még csak egy Tárnok nevű helység létezett, melyet az 1332-1337. évi pápai tizedjegyzék a torontáli főesperességi plébániák között sorolt fel. Később azonban már két Tárnok (Torok) nevű település is volt egymás mellett: Kis- és Nagytárnok néven.
1401-ben Keve vármegye területén fekvő faluként szerepelt, és 1400-1455-ben a Csáki család birtoka volt.
A török hódoltság alatt a falu elpusztult, és Mercy tábornagy térképén is lakatlan helyként, a becskereki kerületben, Toraik néven volt feltüntetve.
1750-től a délmagyarországi kincstári puszták bérlő-társasága bérelte, és még 1761-ben is pusztaként volt említve.
1765-ben marosmenti románokat telepítettek e pusztára, majd az 1788. évi török hadjárat alatt négy szerb menekült családot is itt helyeztek el.
1773-ban, harmadik délmagyarországi útja során II. József is megfordult itt.
A 18. század végén a Kiss család birtokába került és 1838-ban Kiss Antal, utána pedig Kiss Miklós volt a település birtokosa.

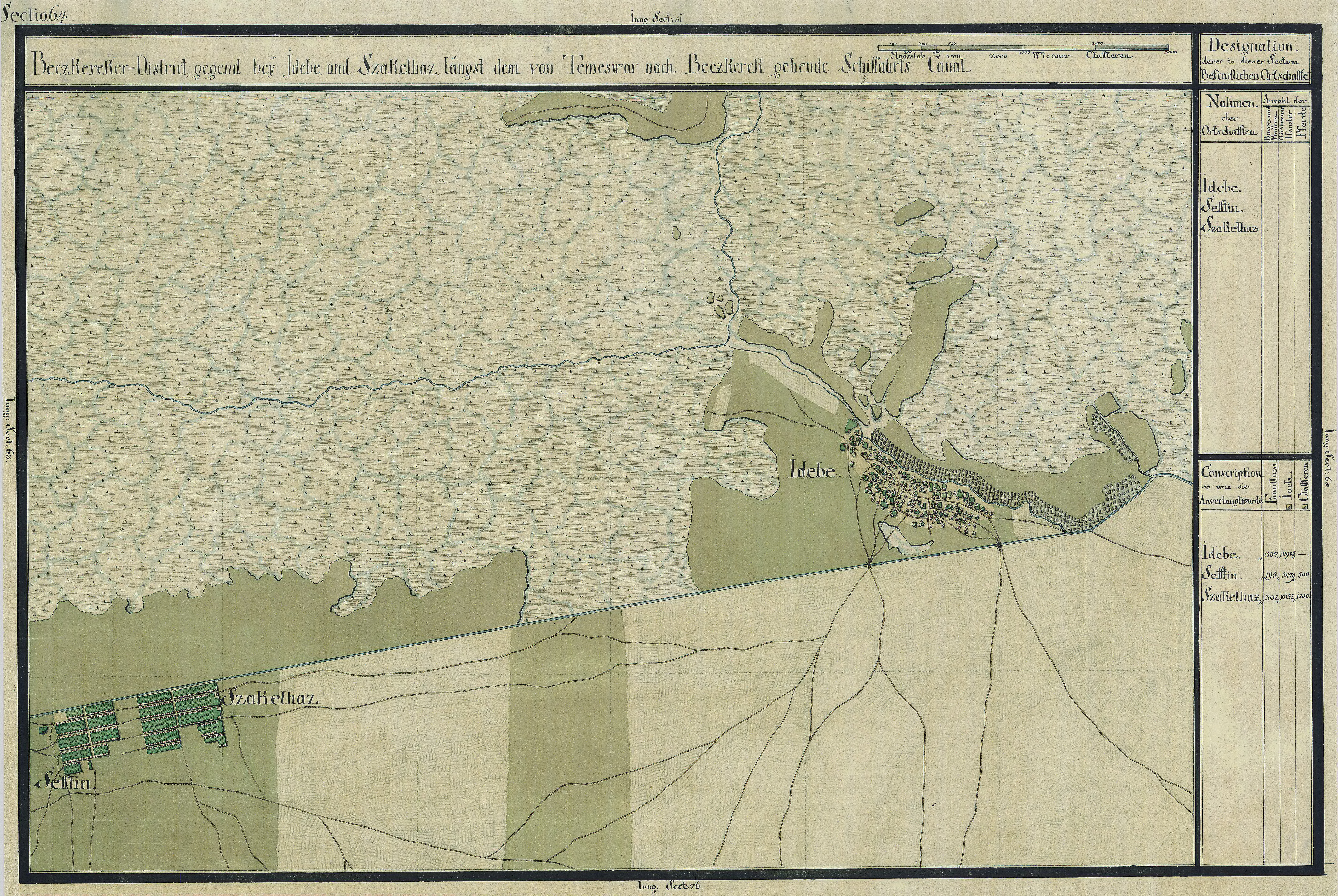
Kis- és Nagytárnok környéke 1769-72 között

1856-ban nagy tűzvész pusztított itt, melyben a falu negyedrésze leégett, majd 1866-ban közel 400-an haltak el kolerában.
Kistárnoknak 1910-ben 2850 lakosa volt, melyből 21 magyar, 65 német, 2729 román, 35 cigány volt. Ebből 71 római katolikus, 2764 görögkeleti ortodox volt.
Nagytárnoknak 1910-ben 3349 lakosa volt, melyből 31 magyar, 82 német, 3181 román, 43 cigány volt. Ebből 86 római katolikus, 3206 görögkeleti ortodox volt.
Kistárnok és Nagytárnok a trianoni békeszerződés előtt Torontál vármegye Nagybecskereki járásához tartozott.

### Bessermén-teleke és Fancsal
Egykor Tárnokkal volt határos a középkorban az ugyancsak Keve vármegyéhez tartozó Bessermén-teleke és Fancsal is, mely településeket a gróf Csáki család levéltárában őrzött, 1400-ban kelt oklevél említette.

## Népesség

### Demográfiai változások
| 1948 | 1953 | 1961 | 1971 | 1981 | 1991 | 2002 | 2011 |
| ---- | ---- | ---- | ---- | ---- | ---- | ---- | ---- |
| 4945 | 5012 | 5198 | 4817 | 4289 | 3700 | 2850 | 2291 |

## Nevezetességek

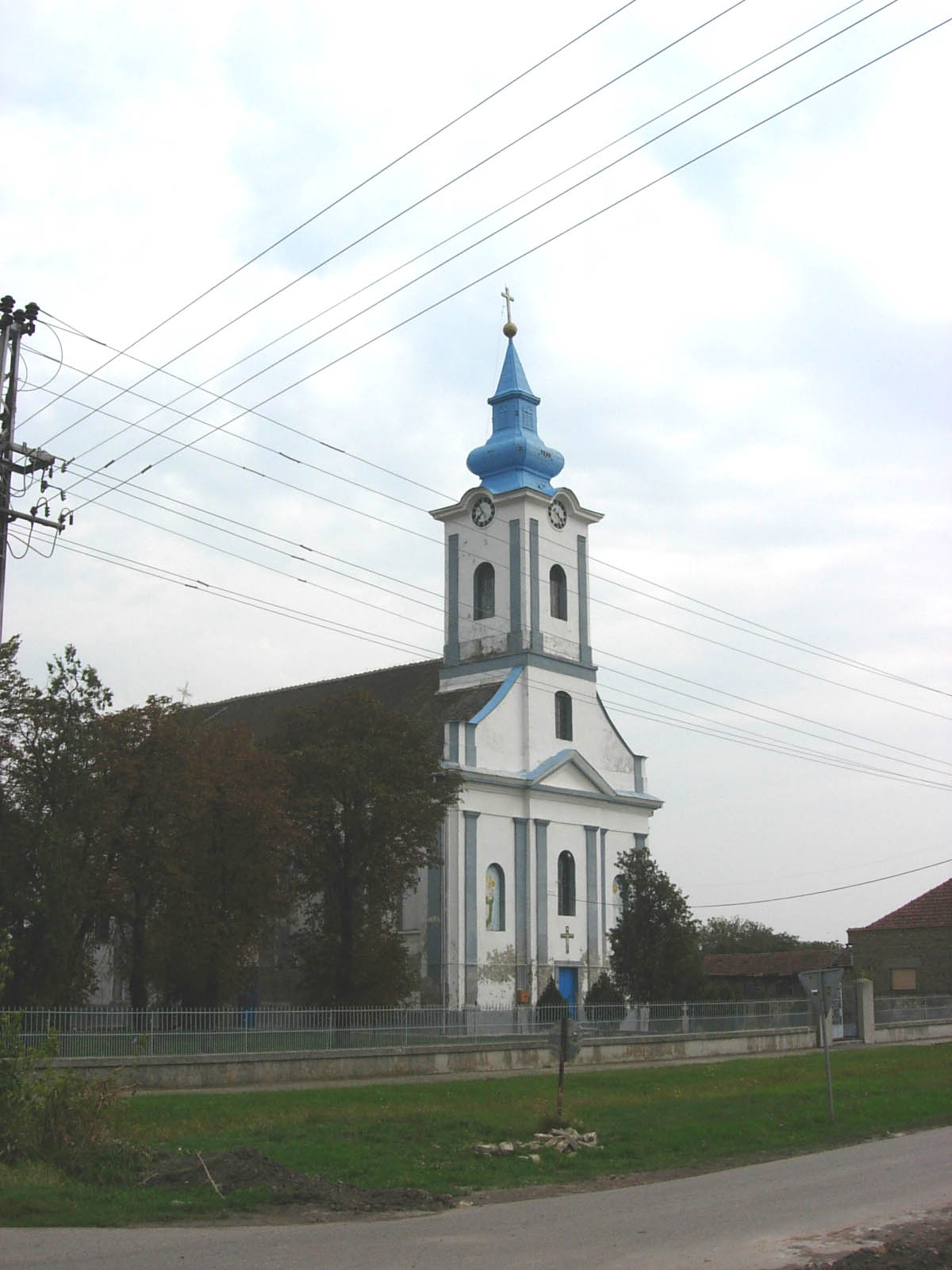
A kistárnoki görögkeleti (román) templom

- Görögkeleti (román) temploma - 1816-ban épült